# 亚斯码头赛道
24°28′02″N 54°36′11″E / 24.46722°N 54.60306°E
亚斯码头赛道（阿拉伯语：حلبة مرسى ياس）是一级方程式赛车阿布扎比大奖赛的比赛地点。赛道由赫尔曼·提尔克（Hermann Tilke）所设计，坐落于亚斯岛，距离阿拉伯联合酋长国首都阿布扎比有30分钟的车程。亚斯码头赛道是一级方程式赛车在中东地区的第二条赛道，第一条赛道是由同一设计者所设计的巴林国际赛道。赛道开幕的当天官方举办了为期两天的GP2亚洲系列赛测试赛，一周后进行了2009年阿布扎比大奖赛。赛道并于2010年2月举行了V8超级房车赛的揭幕战，亚斯 V8 400大奖赛。

## 设计

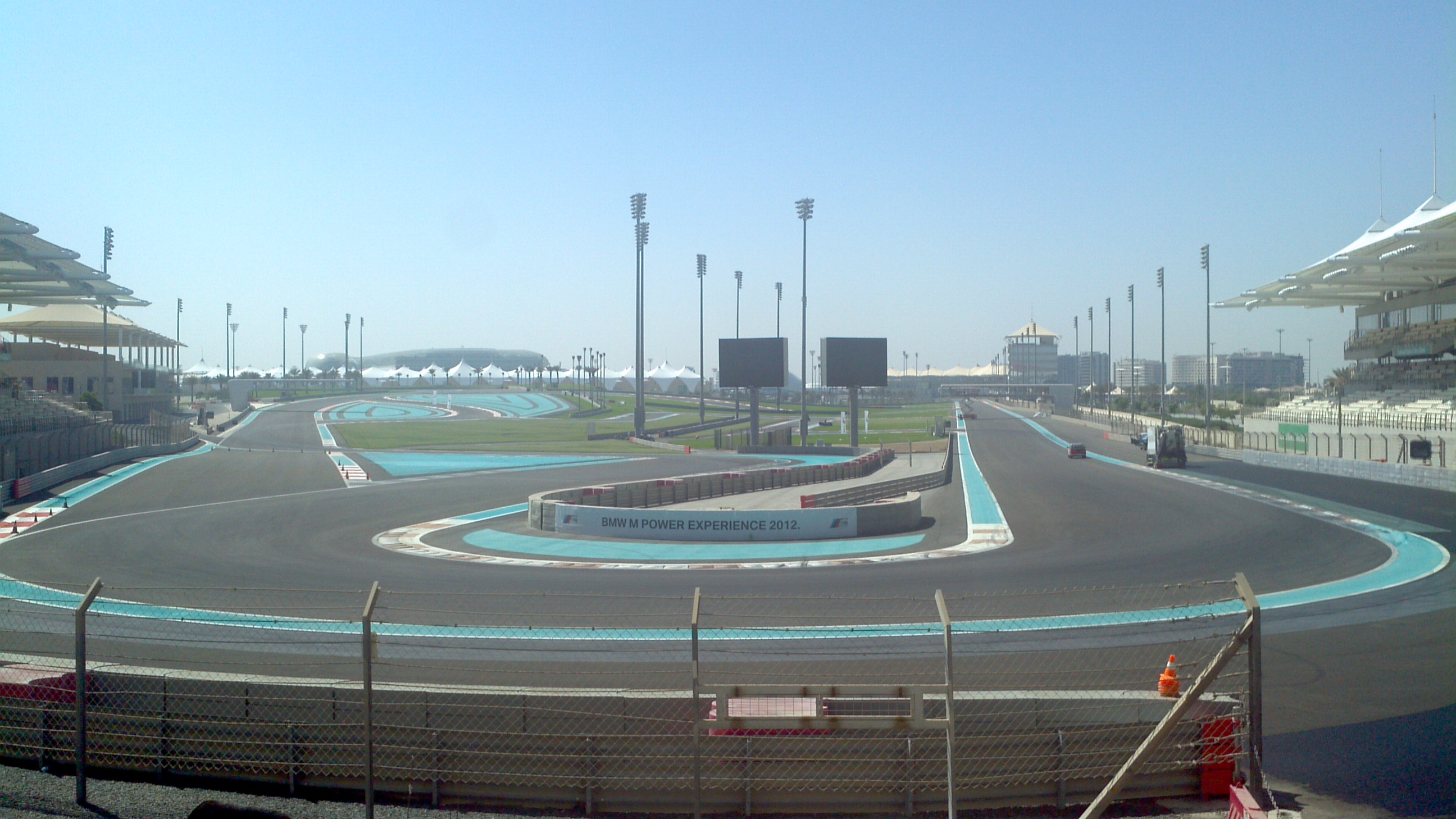
亚斯码头赛道的一个弯角

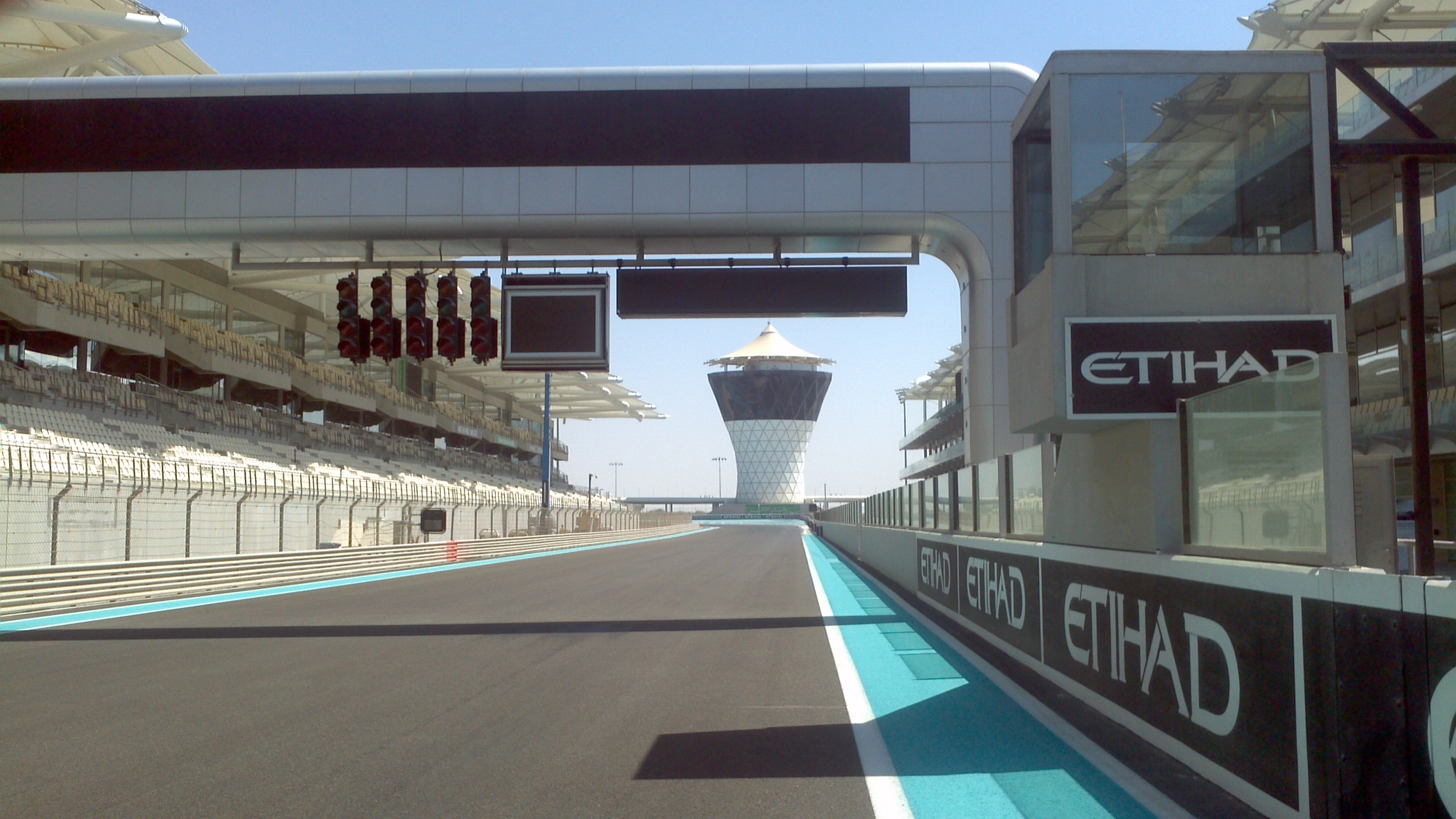
亚斯码头赛道的发车直道

赛道共设计有21个弯角，从亚斯岛蜿蜒贯穿至阿布扎比海滩，其中经过了船坞并穿过了由纽约建筑师哈尼·拉希德和丽莎·安妮·康特尔构思并设计的阿布扎比亚斯总督酒店，酒店与赛道由几条长直路和急弯与沙丘相互蜿蜒的结合。
在船坞周边开发的建筑包括主题公园、水上乐园，以及住宅区、酒店和海滩。
赛道有五个大看台区（主看台、西看台、北看台、南看台以及滨海看台），维修通道的出口位于赛道的下方。维修区的后方建造有媒体中心、高速赛车轨道、贵宾楼和法拉利世界主题公园。此外，其中一个沙砾缓冲区建在西看台的下方。
- 座位数 – 41,093
- 面积 – 161.9 公顷
- 单圈长度 – 5.5 千米
- 比赛圈数 - 55圈
- 比赛长度 - 305.470 千米
- 比赛方向 - 逆时针

### 賽道佈局變更

亚斯码头赛道的新賽道佈局

2021年6月，阿布扎比賽車運動管理公司首席執行官賽義夫·諾艾米﹙Saif Al Noaimi﹚表示，對賽道佈局的修改已經獲得国际汽车联合会批准，希望能讓比賽變得更刺激。 4、5和6號彎道將被單個髮夾彎取替，變成新賽道的5號彎；11到14號彎道將被寬闊的傾斜彎道取替，變成新賽道的9號彎；18到20號彎道將變得不那麼狹窄，以允許更高的速度通過該彎道。彎道數將由以前的21個減至新賽道佈局的16個。
- 座位数 – 41,093
- 面积 – 161.9 公顷
- 单圈长度 – 5.258 千米
- 比赛圈数 - 58圈
- 比赛长度 - 306.298 千米
- 比赛方向 - 逆时针

## 评价
在2009年阿布扎比大奖赛的第一节练习赛之后，赛道受到了车手们的欢迎，尼科·罗斯伯格评价说每一个弯角都是“独一无二的”，两届世界冠军费尔南多·阿隆索表示称因为在这里总会有事可做，所以感到很愉快。印度力量车队的车手艾德里安·苏蒂尔评价称这条赛道的灯光效果比新加坡滨海湾市街赛道要好。
并不是所有的车手都给予赞美，詹卡洛·费斯切拉表示不喜欢维修通道出口的设计，因为维修通道在赛道下方需要经由地下隧道出入。虽然在练习赛并未出现事故，但费斯切拉认为这是非常困难并且危险的。

## 赛道设计

大奖赛赛道 (2009–2020)

大奖赛赛道 (2021-)